# Stazione di Hiratsuka
La stazione di Hiratsuka (平塚駅?, Hiratsuka-eki) è una stazione ferroviaria situata nella città omonima, nella prefettura di Kanagawa ed è gestita dalla JR East. Si trova a 63,8 km ferroviari dalla stazione di Tokyo.

## Linee
- JR East
  - ■ Linea principale Tōkaidō
  - ■ Linea Shōnan-Shinjuku

## Struttura
La stazione è dotata di due banchine a isola serventi 4 binari
| 1 | ■ Linea principale Tōkaidō |  | per Ōfuna, Yokohama e Tokyo                        |
| 1 | ■ Linea Shōnan-Shinjuku    |  | per Shinjuku, Ōmiya, Kumagaya, Takasaki e Maebashi |
| 2 | ■ Linea principale Tōkaidō |  | per Ōfuna, Yokohama e Tokyo                        |
| 2 | ■ Linea Shōnan-Shinjuku    |  | per Shinjuku, Ōmiya, Kumagaya, Takasaki e Maebashi |
| 3 | ■ Linea principale Tōkaidō |  | per Odawara, Atami, Numazu e Itō                   |
| 3 | ■ Linea Shōnan-Shinjuku    |  | per Shinjuku, Ōmiya, Kumagaya, Takasaki e Maebashi |
| 4 | ■ Linea principale Tōkaidō |  | per Odawara, Atami, Numazu e Itō                   |

## Stazioni adiacenti
| «                        | Servizio                 | »                        |
| Linea principale Tōkaidō | Linea principale Tōkaidō | Linea principale Tōkaidō |
| ------------------------ | ------------------------ | ------------------------ |
| Chigasaki                | Tutti i treni            | Ōiso                     |
| Linea Shōnan-Shinjuku    |                          |                          |
| Chigasaki                | Tutti i treni            | Ōiso                     |